# Futbola Klubs Venta
Il Venta (ufficialmente Futbola Klubs Venta), è stata una società calcistica lettone, inizialmente di Ventspils, trasferitosi nell'ultimo anno di attività a Kuldīga.

## Storia
Fondata nel 1964 come Naftas Bāze, dopo un solo anno di attività fu rinominato Jūras Osta. Con questa denominazione vinse la coppa nazionale nel 1967. L'anno successivo assunse la denominazione finale di Venta, dal nome dell'omonimo fiume.
Raggiunse nuovamente la finale di coppa per due anni consecutivi, senza per altro riuscire a vincerla; nel 1969 vinse il campionato lettone (all'epoca campionato regionale lettone). Rimase in massima serie fino al 1978, anno in cui, giungendo penultimo, retrocesse; tornò però immediatamente alla massima divisione nel 1980.
Nel corso del campionato 1983 fu escluso dalle competizioni dalla federazione lettone. Tornò nella massima divisione solo nel 1989, anno in cui, per altro finì il campionato in ultima posizione.
Con l'indipendenza della Lettonia disputò la 1. Līga, fino al 1996, anno in cui si fuse con il Nafta (altra squadra di Ventspils) per dar luogo al Futbola Klubs Ventspils, cessando di fatto la sua attività.
Fu in seguito rifondato e nel 2004 finì quinto in 1. Līga, ma di fatto secondo considerando che davanti aveva la formazione riserva di Ventspils, Skonto e Liepājas Metalurgs: si qualificò così ai play-off promozione che vinse contro il Ditton, ottenendo la promozione in Virslīga.
Fu però costretto a cambiare città, trasferendosi a Kuldīga: disputò lì la sua unica stagione di Virslīga, finendo ultimo e terminando la sua storia per problemi finanziari.

## Palmarès
- Coppa Lettone Sovietica: 1

1967
- Campionato sovietici lettoni: 1

1969